# Трухачевка (Тульская область)
Труха́чевка — село Венёвском районе Тульской области России.
В рамках административно-территориального устройства входит в Мордвесский сельский округ Венёвского района, в рамках организации местного самоуправления входит в Мордвесское сельское поселение.
До революции входило в Больше-Грызловскую волость Каширского уезда Тульской губернии.

## География
Расположено в 58 км к северо-востоку от Тулы и в 26 км к северу от райцентра города Венёв.
Уличная сеть
Уличная сеть включает в себя шесть улиц: Зелёная, Новая, Майская, Молодёжная, Садовая, Центральная улицы

## Население
| 2002 | 2010 |
| ---- | ---- |
| 337  | ↘287 |

В 2002 году население составляло 337 человек, из них 93% — русские. 

## Инфраструктура
Личное подсобное хозяйство.

## Транспорт
Железнодорожная станция Мордвес.